# Moteur Flash
Le moteur Flash est un moteur thermique automobile à combustion interne, essence quatre temps, avec 4 cylindres en ligne chemisés, bloc en fonte, refroidi par eau, doté d'un vilebrequin 3 paliers, avec arbre à cames latéral avec tiges et culbuteurs, commandé par une chaîne de distribution, avec une culasse en aluminium, et 8 soupapes en tête. C'est à la base le moteur Fiat type 108C de 1937. Une nouvelle version renommée type 103 fit son apparition en 1953. cette dernière a été développée et produite par Simca au milieu des années 1950 et baptisée « Flash ». Il est particulièrement reconnaissable à son bouchon de remplissage d'huile sur l'avant du cache-culbuteurs.
D'origine, il portait une inscription "FLASH" couleur jaune sur le côté gauche du cache-culbuteur, côté bougie.

## Histoire
Le « moteur Flash » apparaît sur les Arondes année modèle 1956 ainsi que sur la Simca Aronde 1300. En 1957, Simca faisant preuve de sa grande maîtrise des moyens de relations publiques a su redonner un retentissement à l'opération des records du monde qui faisaient rage entre les grands constructeurs de cette époque. En effet, une Aronde strictement de série fut prélevée le 20 mars sur la chaîne de production et était la 538 080e produite depuis 1951. Le départ fut donné sur l'autodrome de Montlhéry le 9 avril à 06h 01, la voiture tourna pendant 38 jours et 37 nuits pour arriver le 16 mai à 14h après 100 000 km parcourus à une moyenne de 113 km/h.
Simca utilisera la performance pour lancer la berline "Montlhéry" pour les modèles 1958 avec le moteur « Flash Spécial ».
| Types moteurs | 306       | 301 - 301 S |
| ------------- | --------- | ----------- |
| Cylindrée     | 1 089 cm3 | 1 290 cm3   |
| Alésage (mm)  | 68        | 74          |
| Course (mm)   | 75        | 75          |

## Évolution du moteur
Le moteur « Flash » évoluera pour devenir le moteur « Rush » qui fera son apparition sur la Simca Aronde P60. La principale modification du moteur « Rush » sera faite au niveau des 5 paliers du vilebrequin, tandis que celui du moteur « Flash » était de 3 paliers.